# December's Children (and Everybody's)
December's Children (and Everybody's) is het vijfde Amerikaanse album van The Rolling Stones.
Het werd uitgegeven eind 1965. Het grootste deel van de nummers is geschreven door Mick Jagger en Keith Richards. Het album kwam op de vierde plaats te staan in de Amerikaanse albumhitlijst en behaalde een gouden plaat.
In augustus 2002 werd het album heruitgebracht en werd een geremasterde sacd-Digi-pack, vervaardigd door ABKCO Records.

## Nummers
Alle nummers zijn geschreven door Mick Jagger en Keith Richards tenzij anders is aangegeven.
1. She Said Yeah (Don Christy/Roddy Jackson) – 1:34
2. Talkin' About You (Chuck Berry) – 2:31
3. You Better Move On (Arthur Alexander) – 2:39
4. Look What You've Done (McKinley Morganfield) – 2:16
5. The Singer Not the Song – 2:22
  - Uitgegeven op de B-kant van de single Get Off of My Cloud in het Verenigd Koninkrijk.
6. Route 66 (Bobby Troup) – 2:39
  - Live opgenomen in maart, 1965 in Engeland. Het werd eerder uitgegeven op het livealbum Got live if you want it! (ep)).
7. Get Off of My Cloud – 2:55
8. I'm Free – 2:23
  - Uitgegeven op de B-kant van de single Get Off of My Cloud in de Verenigde Staten.
9. As Tears Go By (Mick Jagger/Keith Richards/Andrew Loog Oldham) – 2:45
  - Geschreven in 1964, werd eerst uitgevoerd in 1964 door Marianne Faithfull.
10. Gotta Get Away – 2:07
11. Blue Turns to Grey – 2:29
12. I'm Moving On (Hank Snow) – 2:14
  - Live opgenomen in maart 1965. Het werd eerder uitgegeven op het livealbum Got live if you want it! (ep)).

## Bezetting
- Mick Jagger – leadzang, mondharmonica, percussie
- Keith Richards – gitaar, zang, strijkarrangement
- Brian Jones – gitaar, zang, mondharmonica, piano, orgel
- Charlie Watts – drums, percussie
- Bill Wyman – basgitaar, zang
- Ian Stewart – piano, orgel, marimba, percussie
- Jack Nitzsche – piano, orgel, percussie
- JW Alexander – percussie
- Mike Leander – strijkarrangement

## Hitlijsten

### Album
| Jaar | Hijtlijst            | Notering |
| ---- | -------------------- | -------- |
| 1966 | Billboard Pop Albums | 4        |

### Singles
| Jaar | Single                                  | Hitlijst           | Notering |
| ---- | --------------------------------------- | ------------------ | -------- |
| 1965 | Get Off Of My Cloud                     | UK Singles Chart   | 1        |
| 1965 | Get Off Of My Cloud                     | Billboard Hot 100  | 1        |
| 1965 | Get Off Of My Cloud                     | Nederlandse Top 40 | 3        |
| 1966 | As Tears Go By                          | Billboard Hot 100  | 6        |
| 1966 | As Tears Go By / 19th Nervous Breakdown | Nederlandse Top 40 | 2        |